# Model FitzHugh-Nagumo

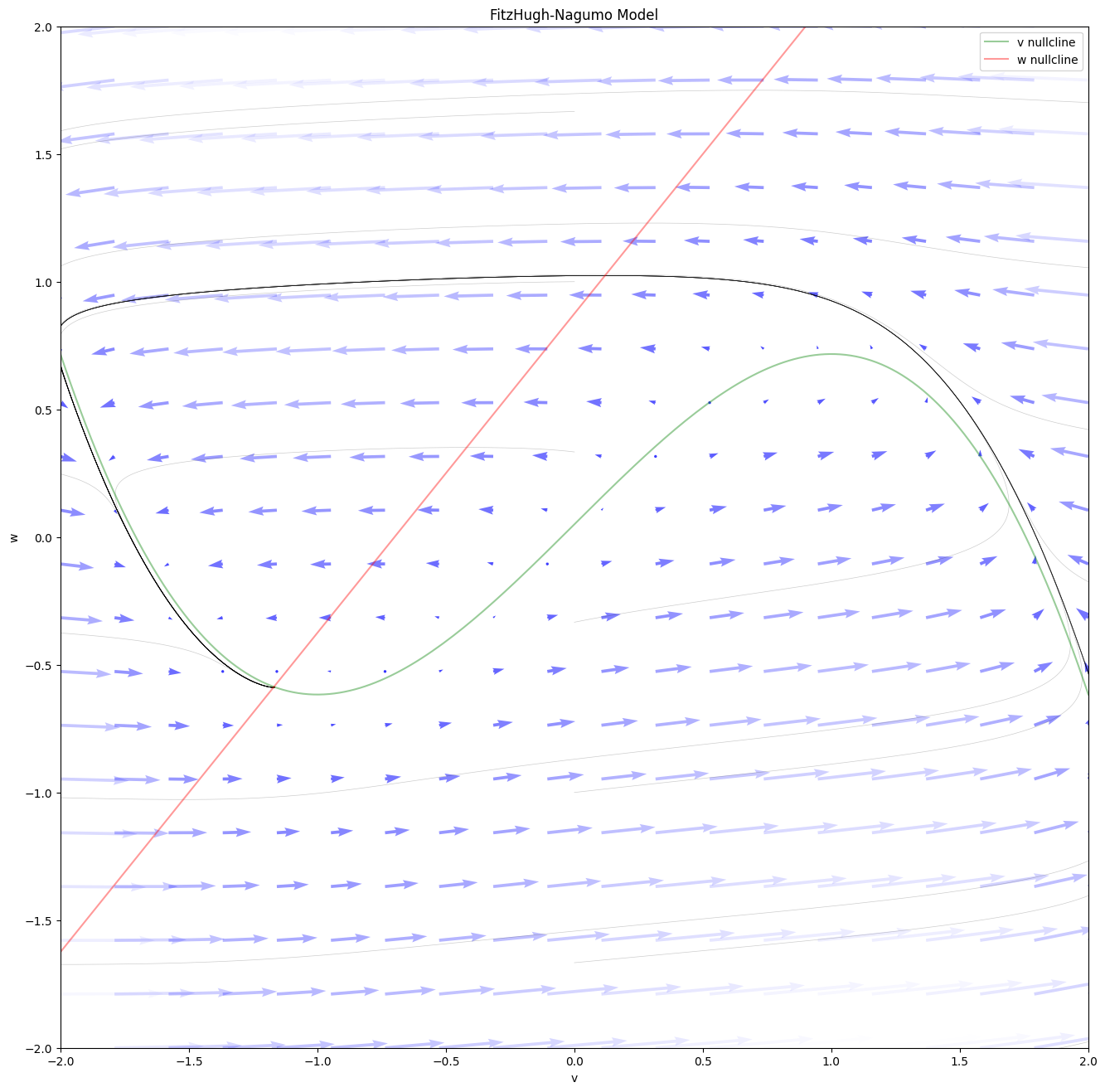
Model FitzHugh-Nagumo a l'espai de fases, amb. La línia verda és la inclinació nul·la cúbica i la línia vermella és la inclinació nul·la lineal. Les línies negres són corbes integrals.

El model FitzHugh-Nagumo (amb acrònim anglès FHN) descriu un prototip d'un sistema excitable (per exemple, una neurona).
És un exemple d'oscil·lador de relaxació perquè, si l'estímul extern {\displaystyle I_{\text{ext}}} supera un determinat valor llindar, el sistema mostrarà una excursió característica en l'espai de fase, abans que les variables {\displaystyle v} i {\displaystyle w} relaxar-se als seus valors de repòs.
Aquest comportament és un esbós per a generacions d'espigues neuronals, amb una elevació curta i no lineal de la tensió de la membrana {\displaystyle v}, disminuït amb el temps per una variable de recuperació més lenta i lineal {\displaystyle w} que representa la reactivació del canal de sodi i la desactivació del canal de potassi, després de l'estimulació per un corrent d'entrada extern.

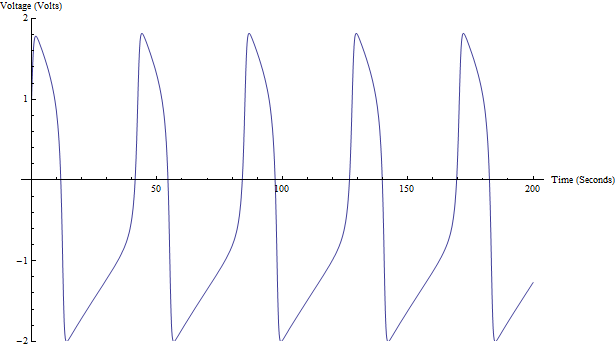
Gràfic de v amb els paràmetres I=0,5, a=0,7, b=0,8 i τ=12,5

Es llegeixen les equacions d'aquest sistema dinàmic
{\displaystyle {\dot {v}}=v-{\frac {v^{3}}{3}}-w+RI_{\rm {ext}}}
{\displaystyle \tau {\dot {w}}=v+a-bw.}
El model FitzHugh-Nagumo és una versió simplificada en 2D del model Hodgkin-Huxley que modela de manera detallada la dinàmica d'activació i desactivació d'una neurona de picota.
Al seu torn, l'oscil·lador Van der Pol és un cas especial del model FitzHugh–Nagumo, amb {\displaystyle a=b=0}.

## Història
Va rebre el nom de Richard FitzHugh (1922–2007) que va suggerir el sistema el 1961 i Jinichi Nagumo et al . que va crear el circuit equivalent l'any següent.
En els articles originals de FitzHugh, aquest model s'anomenava oscil·lador Bonhoeffer–Van der Pol (anomenat així en honor a Karl-Friedrich Bonhoeffer i Balthasar van der Pol) perquè conté l'oscil·lador Van der Pol com a cas especial per {\displaystyle a=b=0} . El circuit equivalent va ser suggerit per Jin-ichi Nagumo, Suguru Arimoto i Shuji Yoshizawa.